# アムニージアック
『アムニージアック』（英語: Amnesiac）は、イギリスのロックバンド、レディオヘッドの5thアルバム。イギリスで前作『Kid A』と同じくアルバムチャート1位を記録、日本ではこれまでで最高のオリコン2位を記録。アメリカではチャート順位こそ後退したものの発売週のセールス自体は前作を上回り、またしても世界的に大きな成功をおさめた。大々的なシングルやPVの制作を行わなかった『Kid A』とは異なり、"Pyramid Song" と"Knives Out"がシングルカットされた。

## リリース・プロダクション
1999年元旦よりパリから始まったセッション/レコーディングの中で生み出された楽曲が収録されており、『Kid A』に収録されている楽曲とこの時期のB面曲を合わせた一連の楽曲群は、同時期のレコーディング作業で録音されている。このことや前作との発売間隔が非常に短かったことを含めて、発表直後アムニージアックはメディアにKid Bとも揶揄された。発売前、メンバーは様々なメディアに「少し（『OK コンピューター』以前に）回帰した音楽性になる」と謳っていたが、実際には『Kid A』ほどではないにせよ、エレクトロニカや20世紀の現代音楽との親和性が強い作品に仕上がっている。
『Kid A』がワープ・レコードレーベル系のエレクトロニカの影響が濃いアンビエントな作風であったことに対し、『アムニージアック』はパーカッションやピアノなどの有機的な楽器を多用しており、ほとんどの曲ではヴォーカルのエフェクトも歌詞が聴き取れるレベルにまで透過されている。ジャズやブルースなどを連想させるノスタルジックな雰囲気を持った楽曲も多い。タイトルAmnesiacとは「記憶喪失者」「健忘症状」を意味している。
『ローリング・ストーン誌が選ぶオールタイム・ベストアルバム500』に於いて、320位にランクイン。

## 収録曲
作詞/作曲は、トム・ヨーク、コリン・グリーンウッド、エド・オブライエン、ジョニー・グリーンウッド、フィル・セルウェイ
1. パックト・ライク・サーディンス・イン・ア・クラッシュト・ティン・ボックス - "Packt Like Sardines in a Crushd Tin Box" – 4:00
サンプリングサウンドから始まり、様々な電子音がR/Lチャンネルに押し寄せるエレクトロニカナンバー。電子音はライブではトムのタンバリンによって再現され、ノイジーなギターが強調されたアレンジとなる。歌詞はレコーディングの合間をぬってパリのヴォージュ広場で「人間観察」をしながら書いたという。
2. ピラミッド・ソング - "Pyramid Song" – 4:49
3. パルク/プル・リヴォルヴィング・ドアーズ - "Pulk/Pull Revolving Doors" – 4:07
乾いた電子音が繰り返されるノイズナンバー。電子ノイズ～逆再生されたシンセサイザー/オンド・マルトノという流れを繰り返す。タイトルから連想できるサンプリングヴォイスがところどころに挿入されている。
4. ユー・アンド・フーズ・アーミー？ - "You and Whose Army?" – 3:11
キーボードを中心にして歌われる、近代バラードのようなナンバー。後半にかけてコントラバスが使用されており、アウトロで大きく盛り上がっていく。アングロサクソンの世界支配への批判ともとれる歌詞は、イギリスの元首相トニー・ブレアに対する批判であることをトムはMOJO誌のインタビューに認めている。「Come on if you think you can take us on」の部分はブレアと交友関係の深いロックバンドであるオアシスのキャッチフレーズ「Come on if you think you're hard enough」を真似たあからさまな皮肉。
5. アイ・マイト・ビー・ロング - "I Might Be Wrong" – 4:54
グリーンウッド兄弟が弾く複合リフに電子音が絡んで進んでいく曲。ライブでは電子音はトムのタンバリンの音にとって代わられ、アルバムに比べかなり速いテンポで曲が進みアルペジオ部分に一気になだれ込むようなアレンジになっている。歌詞にはトムと愛妻レイチェルとの会話が引用されている。後に映画『バニラ・スカイ』のサントラに使われた。
6. ナイヴズ・アウト - "Knives Out" – 4:15
レディオヘッドのメンバーがフェイバリットに挙げているザ・スミスのような雰囲気を持った、もの悲しいギターロック。マイナーコードを中心にして、さらにトニック解決前に音をはずして部分的に転調した形をとるため、非常に不安定な雰囲気である。歌詞は男女関係とカニバリズムに関係しており、PVもそれを模したもの。
7. モーニング・ベル/アムニージアック - "Morning Bell" – 3:14
4thアルバム『Kid A』収録の同曲とは違い、テンポを下げてドラムを取り払うアレンジに変化している。
8. ダラーズ＆センツ - "Dollars and Cents" – 4:52
コペンハーゲンでのレコーディングで収録された曲の一つ。全編にわたってパーカッションとストリングスで彩られている。元々は非常にアウトロの長い曲だったが最終的にはカットされる。
9. ハンティング・ベアーズ - "Hunting Bears" – 2:01
インストナンバー。リヴァーヴをかけられた不可解な音程のギターを中心としている。
10. ライク・スピニング・プレイツ - "Like Spinning Plates" – 3:57
アナログ・シンセサイザーのサウンドを中心とした曲。次作ヘイル・トゥ・ザ・シーフに収録された"I Will. (No Man's Land.)"の逆再生を元にメロディーが作られた。ライブではシンセサウンドが取り払われてピアノの弾き語りの曲に変貌する。EP『I Might Be Wrong - Live Recordings』の中ではメロディーが始まるまでオーディエンスが何の曲か分からず、歌い始めてから歓声が上がるといった場面を聴くことができる。ジョニーは今作でのfavoriteに挙げており、トムに至っては「あらゆる曲の中で最高」だとしている。
11. ライフ・イン・ア・グラスハウス - "Life in a Glasshouse" – 4:34
ビッグバンドをバックに歌われるジャズヴォーカルのようなナンバー。某映画俳優の不倫スキャンダルを執拗に追うタブロイド記者達と、それらに毅然として対応する俳優夫人の姿に触発されて生まれた曲。レコーディングには79歳のトランペット奏者率いるハンフリー・リトルトンバンドが参加。

## チャート
| チャート（2001年）               | 最高順位 |
| -------------------------------- | -------- |
| イギリス（全英アルバムチャート） | 1        |
| アメリカ（Billboard 200）        | 2        |